# Испир
Испир (тур. İspir; арм. Սպեր; груз. სპერი) — город и район в провинции Эрзурум (Турция).

## История
Испир, возможно, был впервые упомянут у Страбона (XI, IV, 8 и XIV, 9) под названием Syspiritis или Hyspiratis, куда Александр Македонский отправил экспедицию. В античности и раннем средневековье Испир, расположенный в среднем течении реки Чорох, входил в состав одноимённой области Спер. Тем не менее центром области являлся город Смбатаберд (Смбатаван, Байберд).
Прославленная династия Багратионов возникла в самом древнем грузинском регионе — Спери (ныне Испир). Благодаря своей дальновидной и гибкой политике род Багратионов достиг большого влияния с шестого по восьмые века. Одна из ветвей вышла в Армению, а другая в Грузию, и обе заняли доминирующее положение среди других правителей Закавказья.Бердзенишвили, история Грузии, стр 129
Василий II, вероятно, захватил Испир в своих походах на Грузию в 1000–1 и 1022–1024 годах, но примерно в 1049 году он перешел к сельджукам. В 1124 году грузинский царь Давид IV Строитель взял крепость. Грузинские князья Самцхе-Саатабаго из рода Джакели чеканили свою монету в Испире. Клавихо посетил Испир 12 сентября 1405 года и обнаружил его в руках мусульманского атабега, который, вероятно, был грузином Джакели.

## Население
Согласно докладу британского консула в Трапезунде Гиффорду Палгреву, в 1872 г., в Испире 40 деревень, 2 457 семей и 19 650 жителей, из которых небольшое количество армян; остальные магометане грузинского, лазского и турецкого происхождения.
По данным переписи Константинопольского патриархата, опубликованные в 1912 году, в районе Испир проживало 2 602 армян, а так же, насчитывалось 17 армянских деревень, 17 действующих армянских церквей, 1 обитаемый армянский монастырь и 13 армянских школ, в которых обучалось 487 детей.